# Валери Попович
Валери Попович е бивш руски футболист, атакуващ полузащитник. Притежава финландско гражданство. Състезавал се е за двата руски гранда ЦСКА Москва (1988-1989) и Спартак Москва (1990-1991). Почти цялата му кариера преминава във финладския тим Хака, където играе 14 години – от 1994 до 2008. Шесткратен шампион на Финландия, трикратен носител на националната купа, четири пъти избиран за най-добър играч в страната, Попович получава от феновете прозвището Царя. През 1995 и 1997 е голмайстор на Вейскаулигата.